# 札幌市立新琴似小学校
札幌市立新琴似小学校（さっぽろしりつ しんことに しょうがっこう）は、北海道札幌市北区新琴似7条3丁目にある公立小学校。
札幌で2番目に古い小学校。
校長（令和四年度の）　鈴木校長

## 概要
1887年（明治20年）12月3日、屯田兵の子弟教育を目標に私立新琴似小学校として開校。1893年（明治26年）4月、公立新琴似小学校となる。1955年（昭和30年）3月、札幌市立新琴似小学校と改称。
札幌市教育委員会の事業である「札幌市学校図書館地域開放事業」の指定校となっている。
校木はイチイ。校章の星は、北極星を表す。
校歌の作詞は百田宗治、作曲は片山穎太郎。

## 出身者
- 石井純二（北洋銀行元頭取）
- 石崎岳（元衆議院議員）
- 安田光春（北洋銀行頭取）